# Криптоморфний мінерал
Криптоморфний мінерал (рос. криптоморфный минерал, англ. cryptomorphic mineral) – мінерал, за структурою проміжний між кристалічним і аморфним станом .
Крипто - від грецьк. kryptós - таємний, прихований.
Прикладом криптоморфного мінералу може бути криптокристалічний  (халцедоноподібний) кварц із зон силіцитизації вапняків.
Інший приклад - криптоморфні карбонати Поширені природні карбонати мінерали кальцит і доломіт. 